# Scotoecus albofuscus
Scotoecus albofuscus är en fladdermusart som först beskrevs av Thomas 1890.  Scotoecus albofuscus ingår i släktet Scotoecus och familjen läderlappar. IUCN kategoriserar arten globalt som otillräckligt studerad. Inga underarter finns listade i Catalogue of Life. Wilson & Reeder (2005) skiljer mellan två underarter. 
Arten blir med svans cirka 85 mm lång, svanslängden är ungefär 32 mm och den genomsnittliga vikten är 7,9 g. Scotoecus albofuscus har cirka 31 mm långa underarmar, 8 mm långa bakfötter och 9 mm långa öron. Ovansidan är täckt av ljusbrun päls med röd skugga och undersidan är ljusare i samma färg. Djuret har vita vingar som blir bruna fram till kanterna. Tandformeln är I 1/3 C 1/1 P 1-2/2 M 3/3, alltså 30 till 32 tänder.
Denna fladdermus förekommer med två från varandra skilda populationer i västra respektive östra Afrika. Den västra populationen hittas från Senegal till Nigeria och den östra förekommer från Uganda och Kenya till östra Sydafrika. Arten hittades i trädansamlingar. Dessutom har den troligen savanner som habitat.
Scotoecus albofuscus vilar i det täta bladverket. Den flyger snabb och rak. Fladdermusen jagar troligen över öppna landskap och över trädens kronor i områden med tätare växtlighet. Den har olika insekter som byten. En hona som fångades i Sydafrika födde i fångenskap två ungar.